# Kilmarnock

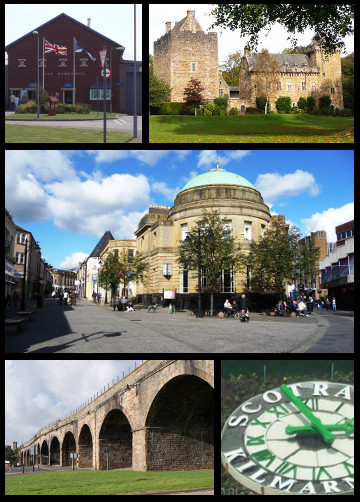
Olika motiv från Kilmarnock.

Kilmarnock (gaeliska Cille Mheàrnaig, Meàrnags kyrka) är huvudorten för kommunen East Ayrshire i Skottland. Folkmängden uppgick till 46 350 invånare 2012, på en yta av 15,26 km². Floden Irvine rinner genom stadens östra del.